# Serpenton souris
Ichthyapus selachops
Espèce
Statut de conservation UICN

 LC  : Préoccupation mineure
Le Serpenton souris (Ichthyapus selachops) est un poisson anguilliforme vivant dans l'océan Pacifique.